# Robert Strutt, 4. Baron Rayleigh
Robert John Strutt, 4. Baron Rayleigh, (* 28. August 1875 in Terling Place bei Witham (Essex); † 13. Dezember 1947 ebenda) war ein britischer Physiker.

## Leben und Wirken
Strutt war der Sohn des Physikers John William Strutt, 3. Baron Rayleigh, und wurde auf dem Familiensitz Terling Place geboren. Seine Mutter war die Schwester des Politikers Arthur Balfour und von Eleanor Mildred Sidgwick. Strutt ging in Eton zur Schule und studierte am Trinity College der University of Cambridge zuerst Mathematik und dann Physik. In Cambridge war er am Cavendish Laboratory ein Schüler von J. J. Thomson und befasste sich mit Gasentladungen, dem Studium des Elektrons, Röntgenstrahlen und Radioaktivität. 1900 bis 1906 war er Fellow des Trinity College. 1908 wurde er Professor für Physik am Imperial College London.
Nach dem Tod seines Vaters 1919 wurde er der vierte Baron Rayleigh.
1904 bis 1910 befasste er sich mit der Abschätzung des Alters von Mineralien aus deren Gehalt an Radium und Helium (dem Zerfallsprodukt bei Alpha-Zerfall).  1911 beobachtete er bei Gasentladungen aktiven oder allotropen Stickstoff, das ein gelbes Leuchten erzeugte und heftig zum Beispiel mit Quecksilber und anderen Metallen in der Bildung von Nitriden reagierte (aber auch mit Nichtmetallen wie zum Beispiel mit Phosphor, Schwefel). Strutt vermutete, dass es sich um atomaren Stickstoff handelte.
Er befasste sich mit Rayleigh-Streuung und dem Restlicht des Nachthimmels (1929, was ihm den Spitznamen Airglow Rayleigh einbrachte). 1916 wies er in Messungen des UV-Spektrums der untergehenden Sonne mit Alfred Fowler die Existenz von Ozon in der Atmosphäre nach.
Er schrieb eines der ersten Bücher über Radioaktivität The Becquerel Rays and the Properties of Radium (Edward Arnold, London 1904) und eine Biographie seines Vaters Lord Rayleigh, von J. J. Thomson und über Alfred Balfour.
Er war seit 1905 Fellow der Royal Society, die ihn 1920 mit der Rumford-Medaille ehrte. 1911 und 1919 hielt er die Bakerian Lecture.
Strutt war zweimal verheiratet. Aus erster Ehe mit Mary Hilda Clements (Heirat 1905) hatte er fünf Kinder, aus zweiter Ehe (Heirat 1920) mit Kathleen Alice Coppin-Straker ein Kind.

## Schriften (Auswahl)
- The Becquerel rays and the properties of Radium. Edward Arnold, 1904.
- John William Strutt, 3. Baron Rayleigh. Edward Arnold, 1924.
- Lord Balfour and his relation to science. Cambridge University Press, 1930.
- The Life of Sir J. J. Thomson. Cambridge University Press, 1942.